# イジー・ハーイェク

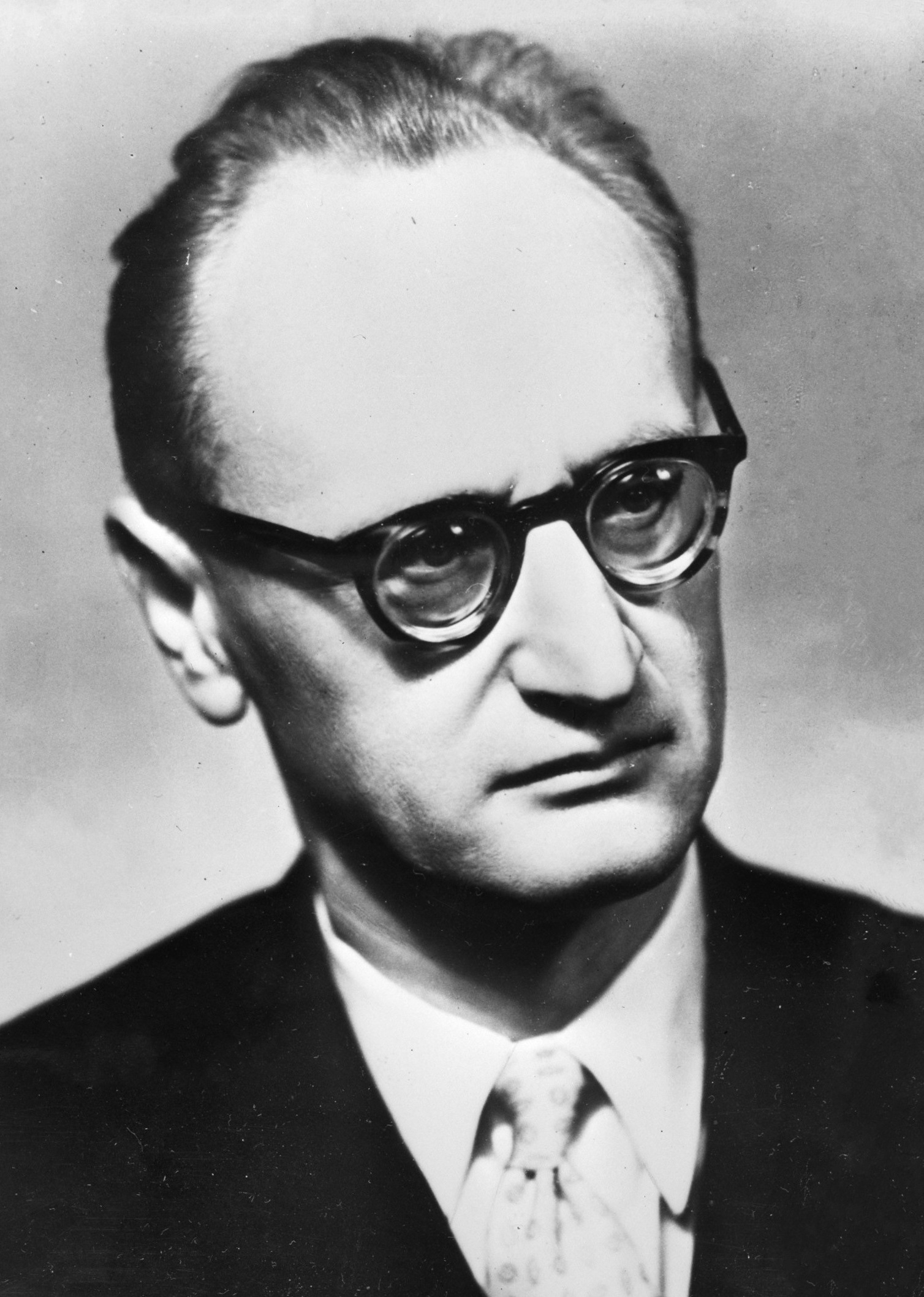
イジー・ハーイェク

イジー・ハーイェク（Jiří Hájek、1913年7月6日 - 1993年10月22日）は、チェコスロバキアの政治家、弁護士。外務大臣（1968年4月-9月）。反体制運動「憲章77」の発起人の一人。

## 来歴・人物
中央ボヘミア州ベネショフ県クルハニツェ生まれ。カレル大学で法律を学び、卒業後は弁護士として活動。左派労働運動に関わったため、1939年から1945年まで投獄されていた。戦後釈放され、チェコスロバキア社会民主党から出馬し、当選。同時に社民党内のチェコスロバキア共産党のシンパとして、ズデニェク・フィールリンゲル（Zdeněk Fierlinger）とともに社共合同を進めた。1948年のチェコスロバキア政変後には共産党中央委員会委員に選出された。また1950年から1953年までプラハ経済大学学長を務めた。
アントニーン・ノヴォトニー政権下の1955年から外交官として、駐英大使（1955年-1958年）、外務次官（1958年-1962年）、国連大使（1962年-1965年）を歴任した。教育相（1965年-1968年）を経て、1968年4月に発足したオルドジフ・チェルニーク内閣で外相に就任した。同年8月のワルシャワ条約機構軍の軍事侵攻では、当時訪問していたユーゴスラビアからニューヨークに入り、国連安全保障理事会で軍事侵攻を非難する演説を行った。その結果外務省の地位を追われ、1970年には共産党から除名された。その後1973年までチェコスロバキア科学アカデミー歴史学研究所に勤務。
1977年、ヴァーツラフ・ハヴェル、ズデネク・ムリナーシ、パヴェル・コホウトらと憲章77を発表、またチェコスロバキア・ヘルシンキ委員会代表を務めるなど、グスターフ・フサーク政権による人権抑圧を批判した。1989年のビロード革命後は、アレクサンデル・ドプチェクの顧問となった。1993年10月22日、80歳で死去。